# Steven Ley
Steven Victor Ley FRS (Stamford (Lincolnshire), 10 de dezembro de 1945) é um químico britânico. É professor da Universidade de Cambridge.